# 永平寺町立永平寺中学校
永平寺町立永平寺中学校（えいへいじちょうりつ えいへいじちゅうがっこう）は、福井県吉田郡永平寺町東古市にある永平寺町立中学校。

## 沿革
- 1950年（昭和25年）3月 - 浄法寺、下志比、志比谷3ヶ村組合立志比中学校として認可。
- 1951年（昭和26年）10月 - 1期工事（南校舎その他）完成
- 1952年（昭和27年）11月 - 2期工事（北校舎その他）完成。
- 1954年（昭和29年）4月 - 3村合併により志比村立志比中学校と改称。
- 1955年（昭和30年）3月 - 3期工事（講堂兼体育館及びその他）完成。
- 1960年（昭和35年）4月 - 丸岡町鳴鹿・山鹿が志比村に編入し校下となる。
- 1962年（昭和37年）9月 - 町制施行により、永平寺町志比中学校と改称。
- 1967年（昭和42年）
  - 4月 - 永平寺町永平寺中学校と改称。
  - 7月 - 25mプール完成。
- 1973年（昭和48年）2月 - 南校舎一部焼失。
- 1975年（昭和50年）6月 - 1期工事南校舎完成。
- 1976年（昭和51年）4月 - 2期工事管理棟完成。
- 1978年（昭和53年）3月 - 3期工事体育館、武道場完成。
- 1992年（平成4年）
  - 8月 - 大規模改造工事（パソコン室、図書室）。
  - 12月 - パソコン21台設置。
- 1996年（平成8年）10月 - インターネット接続環境を整備しホームページ開設。
- 1999年（平成11年）8月 - パソコン40台・教卓用パソコン1台・プリンター4台設置。
- 2001年（平成13年）2月 - 文部科学省より「次世代ITを活用した未来型教育開発事業実施校」として平成13年度から3か年の指定。(1.5M光ファイバー高速アクセス回線、専用TV会議システム導入)
- 2006年（平成18年）12月 - 職員室教職員個人用パソコンの配布、およびパソコン室内パソコンの入替。
- 2008年（平成20年）
  - 7月 - NHK番組「鶴瓶の家族に乾杯」で、校門での礼や清掃活動の様子が全国放映される。
  - 11月 - 体育館耐震補強工事完了。
- 2009年（平成21年）3月 - 学校情報通信技術環境整備事業（デジタルテレビ17台、ブルーレイレコーダー2台、電子黒板1台整備）。
- 2010年（平成22年）11月 - 校舎(西棟・東棟)耐震補強工事完了
- 2011年（平成23年）11月 - パソコン室・職員室のコンピュータ更新
- 2014年（平成26年）9月 - プール施設解体工事。

## 教育方針
- 校訓 自立・振気・敬愛
- 学校目標 磨き合う（知恵を磨く、心を磨く、からだを磨く）

## 進学前小学校
- 町立志比小学校
- 町立志比南小学校
- 町立志比北小学校（2024年休校）

## 学区の主な施設
- 永平寺町役場永平寺支所
- えちぜん鉄道永平寺口駅

## 交通
- えちぜん鉄道勝山永平寺線 永平寺口駅より 400m